# Kleewiesenbach
Der Kleewiesenbach fließt in der Stadtteilgemarkung Bittenfeld von Waiblingen im baden-württembergischen Rems-Murr-Kreis. Nach knapp 3 km langem Lauf überwiegend nach Südwesten mündet er in Bittenfeld von rechts in den Zipfelbach.

## Geographie

### Verlauf
Der Kleewiesenbach fließt in einem Graben, der in einer westwärts ziehenden, schmalen Fluraue zwischen den Waldgebieten Unterer Zuckmantel im Norden und Oberer Zuckmantel im Süden an einem die Aue in Richtung Oberer Zuckmantel führenden Wirtschaftsweg auf etwa 279 m ü. NHN einsetzt. Die Stelle liegt etwa 1,2 km westlich des Dorfrandes von Weiler zum Stein, das zur Gemeinde Leutenbach gehört, liegt aber auf dem Gebiet des Stadtteils Bittenfeld von Waiblingen, dessen Ortsmitte fast doppelt so weit südsüdwestwärts entfernt ist. Der offenbar begradigte Graben, zunächst oft ohne Durchfluss, zieht auf seinem ersten Wegdrittel ohne Baum und Hecke am Lauf westwärts und nimmt von rechts einen etwa 0,6 km langen Nebengraben vom Böllenbodenhof her auf und wendet sich dann auf künftig etwa südwestlichen Lauf.
Bald darauf erreicht er das Reuschenhölzle, eine etwa 150 Meter lange und halb so breite Baumgruppe vor allem aus Pappeln im Bereich des Hammelbrunnens. Dort liegen einige winzige Teich mit Grundwasserspeisung am Lauf, die in den Kleewiesenbach entwässern, der danach dauerhaften Durchfluss hat. Von Westen her läuft bald feldwegbegleitet der kahle Heimengraben aus seiner natürlichen Mulde zwischen meist Äckern zu, auch er etwa 600 Meter lang und nur unbeständig wasserführend. Seiner Mündung gegenüber erhebt sich höher der rechte Talhang mit zuunterst Äckern, darüber teils verbuschenden Obstwiesen und zuoberst dem Wald Brühleichen. Etwa 600 Meter und zwei Feldwegquerungen weiter abwärts mündet der etwa 1,1 km lange Sproßweiler Graben, auch er zieht meist kahl zwischen Äckern und neben einem Feldweg von Osten herbei.
300 Meter weiter abwärts erreicht der bisher außer am Hammelbrunnen und auf einem kurzen Abschnitt neben einer Obstwiese nur von wenigen Bäumen gesäumte Kleewiesenbach an den Brunnenäckern den Ortsrand von Bittenfeld. Noch etwa 200 Meter lang fließt er nun etwas geschlängelt in einem Baumgalerie am Rande von Siedlungsgärten, dann tritt er in eine Verdolung ein, die ihn seinen letzten halben Kilometer unter der Gumpen- und dann der Schillerstraße bis ins Ortszentrum führt. Dort fließt er neben der Brücke der Schillerstraße auf etwa 232 m ü. NHN von rechts in den unteren Zipfelbach ein.
Der Kleewiesenbach mündet nach etwa 2,9 km langem Lauf mit mittlerem Sohlgefälle von etwa 16 ‰ rund 47 Höhenmeter unterhalb seines Grabenbeginn. Auf etwa dem ersten Drittel seines Laufes hat er nur unbeständigen Durchfluss.

### Einzugsgebiet
Das Kleewiesenbach-Einzugsgebiet ist 5,0 km² groß und gehört zur Inneren Backnanger Bucht, einem Teil-Naturraum des Neckarbeckens. Seine mit 316,7 m ü. NHN größte Höhe erreicht es auf einem Waldhöcker im Oberen Zuckmantel nahe dem dort angelegten Weiher.
Die offene Flur außerhalb der vergleichsweise kleinen Waldgebiete in den Zuckmänteln und in den Brühleichen steht zumeist unterm Pflug, daneben gibt es noch einige Obst-, aber kaum andere Wiesen.
Der größte Teil des Gebietes liegt in der Stadtteilgemarkung Bittenfeld von Waiblingen. Daneben haben nur die Teilgemarkung Siegelhausen der Stadt Marbach am Neckar nahe der Nordspitze einen Randzwickel Anteil, im Norden die Gemeinde Affalterbach und im Nordosten die Teilgemarkung Weiler zum Stein der Gemeinde Leutenbach einen kleinen. Die Besiedlung besteht aus einem großen Teil des Dorfes Bittenfeld um die Mündung, dem Bittenfelder Böllenbodenhof ganz im Norden von dessen Gemarkung, weiteren zwei Aussiedlerhöfen von Bittenfeld an bzw. auf der südlichen Wasserscheide sowie den Affalterbacher Böllenhöfen ebenfalls auf der Wasserscheide nahe der Nordspitze.
Reihum grenzen die Einzugsgebiete der folgenden Nachbargewässer an:
- Im Nordwesten fließt etwa parallel zum Kleewiesengraben dessen nächster rechter Zufluss Strombach zum Zipfelbach;
- jenseits der nordöstlichen Wasserscheide ist das nächste offene Gewässer  der Buchenbach, längster Zufluss der Murr, die nach dem Zipfelbach in den Neckar mündet;
- im Süden läuft der nächsthöhere Zipfelbach-Zufluss Horgenbach westwärts.

### Zuflüsse und Seen
Liste der Zuflüsse und  Seen von der Quelle zur Mündung. Gewässerlänge, Seefläche, Einzugsgebiet und Höhe nach den entsprechenden Layern auf der Onlinekarte der LUBW. Andere Quellen für die Angaben sind vermerkt.
Ursprung des Kleewiesenbachs auf etwa 279 m ü. NHN ca. 1,2 km westlich des Ortsrandes von Leutenbach-Weiler zum Stein in einer Fluraue zwischen Oberem und Unterem Zuckmantel. Der Bachgraben zieht anfangs westwärts.
- Etwa 0,5 km südsüdwestlich des Bachbeginns liegt auf wenig unter 300 m ü. NHN ein angelegter Weiher, 0,1 ha. Gefälle in Richtung zum Kleewiesenbach-Grabenbeginn, aber kein offener Zulauf.
- (Graben vom Böllenbodenhof), von rechts und Nordnordwesten auf etwa 264 m ü. NHN an der Wolfsöder Steige, ca. 0,6 km und ca. 1,1 km². Grabenbeginn auf etwa 279 m ü. NHN am Bodenböllenhof.
Nach diesem Zufluss wendet sich der Kleewiesenbach auf südwestlichen Lauf.
- Passiert den Hammelbrunnen.
- Heimengraben, von links und Ostsüdosten auf etwa 261 m ü. NHN an einer Feldwegbrücke, ca. 0,6 km und ca. 0,3 km². Entsteht auf etwa 275 m ü. NHN etwas westlich eines Feldwegkreuzes vor dem Oberen Zuckmantel. Feldwegbegleitender, unbeständig wasserführender Graben in natürlicher Geländemulde.
- Sproßweiler Graben, von links und Osten auf etwa 254 m ü. NHN an einer Feldwegbrücke, ca. 1,1 km und ca. 0,5 km².[LUBW 7] Entsteht auf etwa 285 m ü. NHN an einem Feldwegkreuz nördlich eines Aussiedlerhofes am Halweg. Feldwegbegleitender, unbeständig wasserführender Graben in natürlicher Geländemulde.

Mündung des Kleewiesenbachs von rechts und Nordosten auf etwa 232 m ü. NHN an der Flussbrücke der Schillerstraße in den Zipfelbach. Der Kleewiesenbach ist 2,9 km lang und hat ein 5,0 km² großes Einzugsgebiet.

## Geologie
Dem etwa westwärts ziehenden Oberlauf des Kleewiesenbachs folgt an der Nordseite nahe und fast parallel eine Störung, die Gipskeuper (Grabfeld-Formation) bachseitig gegen Lettenkeuper (Erfurt-Formation) weiter im Norden versetzt, die Hochscholle liegt also im Norden. In der Schichthöhe des Gipskeuper bleibt der Bach vermutlich bis etwas vor der Ortsgrenze von Bittenfeld, worauf sich dann wieder Lettenkeuper anschließt und zuletzt am linken Unterhang Oberer Muschelkalk ausstreicht.
Diese triassischen Schichten treten aber nur in vergleichsweise kleinen Fenstern zutage, denn im deutlich überwiegenden Teil des Einzugsgebietes sind sie von geologisch viel jüngeren Schichten überlagert, mit Löss oder Lösssediment aus quartärer Ablagerung, teils auch mit lössführenden Fließerden sowie mit holozänen Schwemmlandstreifen um den Bach und wenigstens zwei seiner Zuflüsse.
Im Osten des Unteren und Oberen Zuckmantels liegen einige Dolinen, wenigstens eine ist Schluckloch eines kurzen Gerinnes. Dies zeigt Verkarstung im Untergrund an, worauf auch die unbeständige Wasserführung im Bachsystem hindeutet.

## Natur und Schutzgebiete
Der Hammelbrunnen und das umgebende Feldgehölz sind als Naturdenkmal ausgewiesen, ebenso die Baure-Hanse-Löcher genannten Dolinen im Unteren Zuckmantel und die gesamthaft als Säuloch bezeichneten Dolinen im Oberen Zuckmantel.
Ein großer Teil des oberen Einzugsgebietes steht als Landschaftsschutzgebiet Zuckmantel  und im geringeren Maße Zuckmantel-Erweiterung unter Schutz. Diese umfassen die Waldgebiete Unterer und Oberer Zuckmantel sowie Hageneichen, die Flurschneise um den oberen Bachlauf sowie einen weiten Westsaum offener Flur.
Am Südrand ragen Wasserschutzgebiete um den vorigen Zipfelbach-Zufluss Horgenbach sowie den Zipfelbach selbst ins Einzugsgebiet.

## Touŕismus
Ein mit rotem Punkt markierter Wanderweg des Schwäbischen Albvereins von Schwaikheim zum Lemberg bei Affalterbach durchquert entlang der westwärts ziehenden Oberlauf das Einzugsgebiet.

### LUBW
Amtliche Online-Gewässerkarte mit passendem Ausschnitt und den hier benutzten Layern: Lauf und Einzugsgebiet des Kleewiesenbach

Allgemeiner Einstieg ohne Voreinstellungen und Layer: Daten- und Kartendienst der Landesanstalt für Umwelt Baden-Württemberg (LUBW) (Hinweise)
1. 1 2 3 4  Höhe nach dem Höhenlinienbild auf dem Hintergrundlayer Topographische Karte.
2. 1 2  Länge nach dem Layer Gewässernetz (AWGN), ergänzt um ein kleines, auf der Gewässerkarte nicht berücksichtigtes Anfangsstück, das auf dem Hintergrundlayer Topographische Karte abgemessen wurde.
3. 1 2  Einzugsgebiet nach dem Layer Basiseinzugsgebiet (AWGN).
4. ↑  Natur teilweise nach dem Layer Geschützte Biotope.
5. ↑  Länge abgemessen auf dem Hintergrundlayer Topographische Karte.
6. ↑  Seefläche nach dem Layer Stehende Gewässer.
7. 1 2  Einzugsgebiet abgemessen auf dem Hintergrundlayer Topographische Karte.
8. ↑  Dolinen im Zuckmantel nach dem Layer Geschützte Biotope.
9. ↑  Schutzgebiete nach den einschlägigen Layern.

### Andere Belege
1. ↑  Abfluss-BW - Daten und Karten
2. ↑  Friedrich Huttenlocher, Hansjörg Dongus: Geographische Landesaufnahme: Die naturräumlichen Einheiten auf Blatt 170 Stuttgart. Bundesanstalt für Landeskunde, Bad Godesberg 1949, überarbeitet 1967. → Online-Karte (PDF; 4,0 MB)
3. ↑  Hansjörg Dongus: Geographische Landesaufnahme: Die naturräumlichen Einheiten auf Blatt 171 Göppingen. Bundesanstalt für Landeskunde, Bad Godesberg 1961. → Online-Karte (PDF; 4,3 MB)
4. ↑  Höhe nach schwarzer Beschriftung auf dem Layer WMS LGL-BW Topographische Freizeitkarte 1:25.000 auf: Geoportal Baden-Württemberg (Hinweise)
5. ↑  Geologie nach den Layern zu Geologische Karte 1:50.000 auf: Mapserver des Landesamtes für Geologie, Rohstoffe und Bergbau (LGRB) (Hinweise)